# Stio
Stio là một đô thị (comune) thuộc tỉnh Salerno trong vùng Campania của Ý. Ispani có diện tích 24 km2, dân số là 998 người (thời điểm ngày 1 tháng 4 năm 2009).